# 让·布德昂
让·布德昂（法語：Jean Boudehen，1939年1月11日—1982年9月4日），法国男子皮划艇运动员。他曾代表法国参加1964年和1968年夏季奥林匹克运动会皮划艇比赛，其中1964年奥运会获得一枚银牌。